# 羽毛厚瓷蟹
羽毛厚瓷蟹（学名：Pachycheles garciaensis）为瓷蟹科厚瓷蟹屬下的一个种。

## 扩展阅读
- 維基物種上的相關：羽毛厚瓷蟹